# Lissmadalens naturreservat
Lissmadalens naturreservat ligger kring Lissmasjön i  kommundelen Sjödalen-Fullersta i Huddinge kommun, Stockholms län. Reservatet bildades år 2014 och omfattar en areal av 186 hektar, därav 164 hektar land.

## Beskrivning
I reservatet ingår förutom Lissmasjön och Lissmadalgången även landskapet norr om sjön. Enligt kommunen representerar reservatet mycket höga skyddsvärden avseende natur-, friluftsliv- och kultur och gav därför 2011 uppdrag åt miljönämnden att ta fram och bereda ett förslag till beslut om inrättande av Lissmadalens naturreservat. Markägare är kommunen och privata fastighetsägare.
I en rapport från 2003 anges Lissmadalgången som ett ”område med högt kulturhistoriskt värde” och att ”den är en av få bevarade dalgångar med hävdat  odlingslandskap”. Åkermarkerna hörde till Lissma gård och utgörs idag främst av slåtter- och/eller betesvallar. Efter Lissma gård kvarstår några torp och ekonomibyggnader samt ett igenväxt parkområde. 
Lissmasjön ligger mitt i reservatet och är en av kommunens viktiga fågelsjöar. Sjön håller på att växa igen, och består mestadels av vass och tuvor med lite vatten emellan, men på våren svämmar sjön över och kan återfå lite av sin forna prakt. Vid östra stranden finns ett fågeltorn. År 2000 restaurerades Lissmasjön och Lissmadalgången. Sjön avvattnas av Lissmaån som sträcker sig genom dalgången och slutar i Drevviken.

## Syftet
Syftet med reservatet är bland annat "att bevara områdets värden för den biologiska mångfalden och det rörliga friluftslivet. Sjön, våtmarkerna, vattendragen, bäckarna, skogsmarken, betesmarkerna och slåttermarkerna inom reservatet ska vårdas och skyddas. Även dalgångens kulturmiljövärden, öppna karaktär och landskapsrum ska vårdas och bevaras".

## Bilder

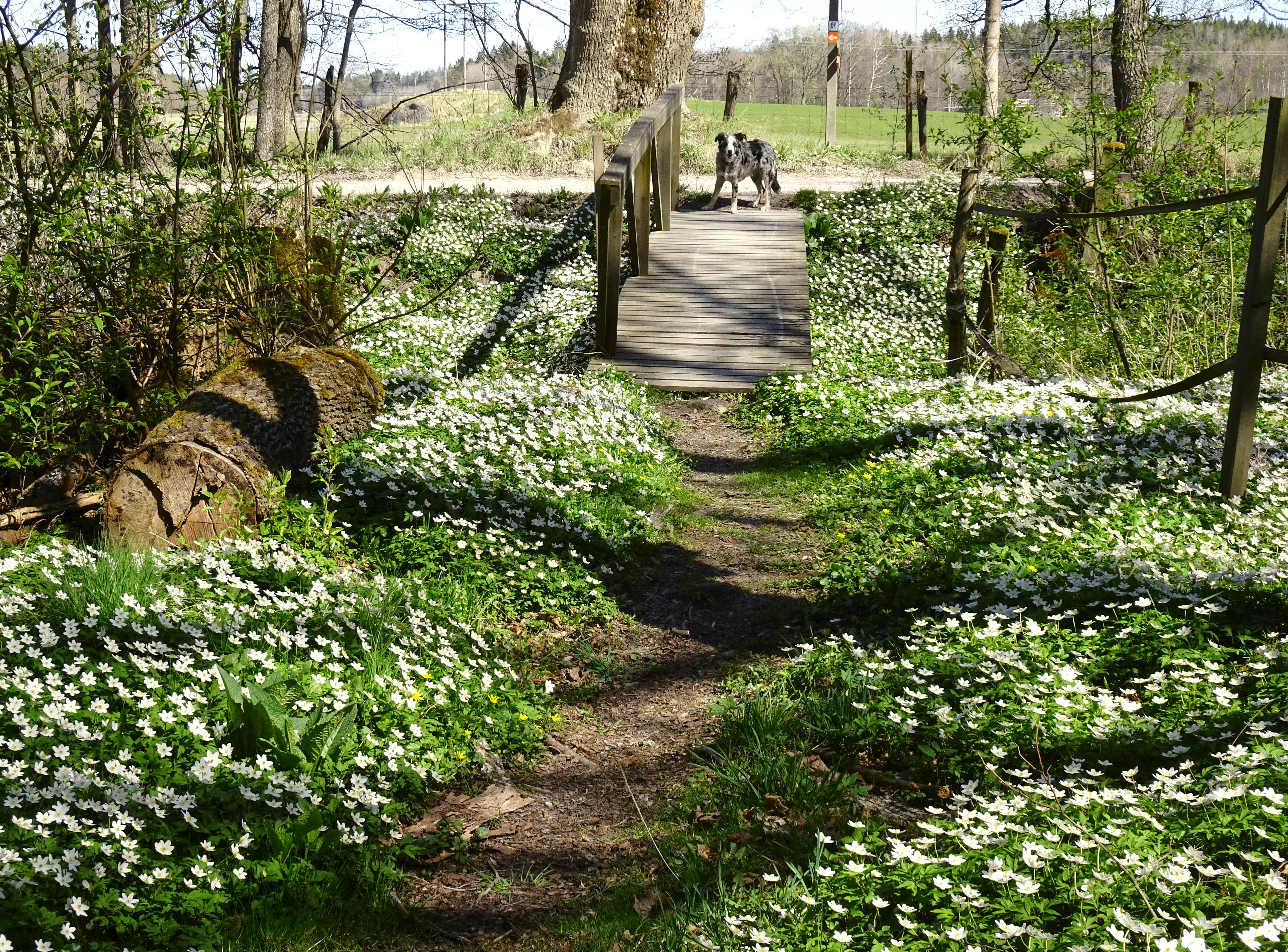
I Lissma gårds f.d. park.
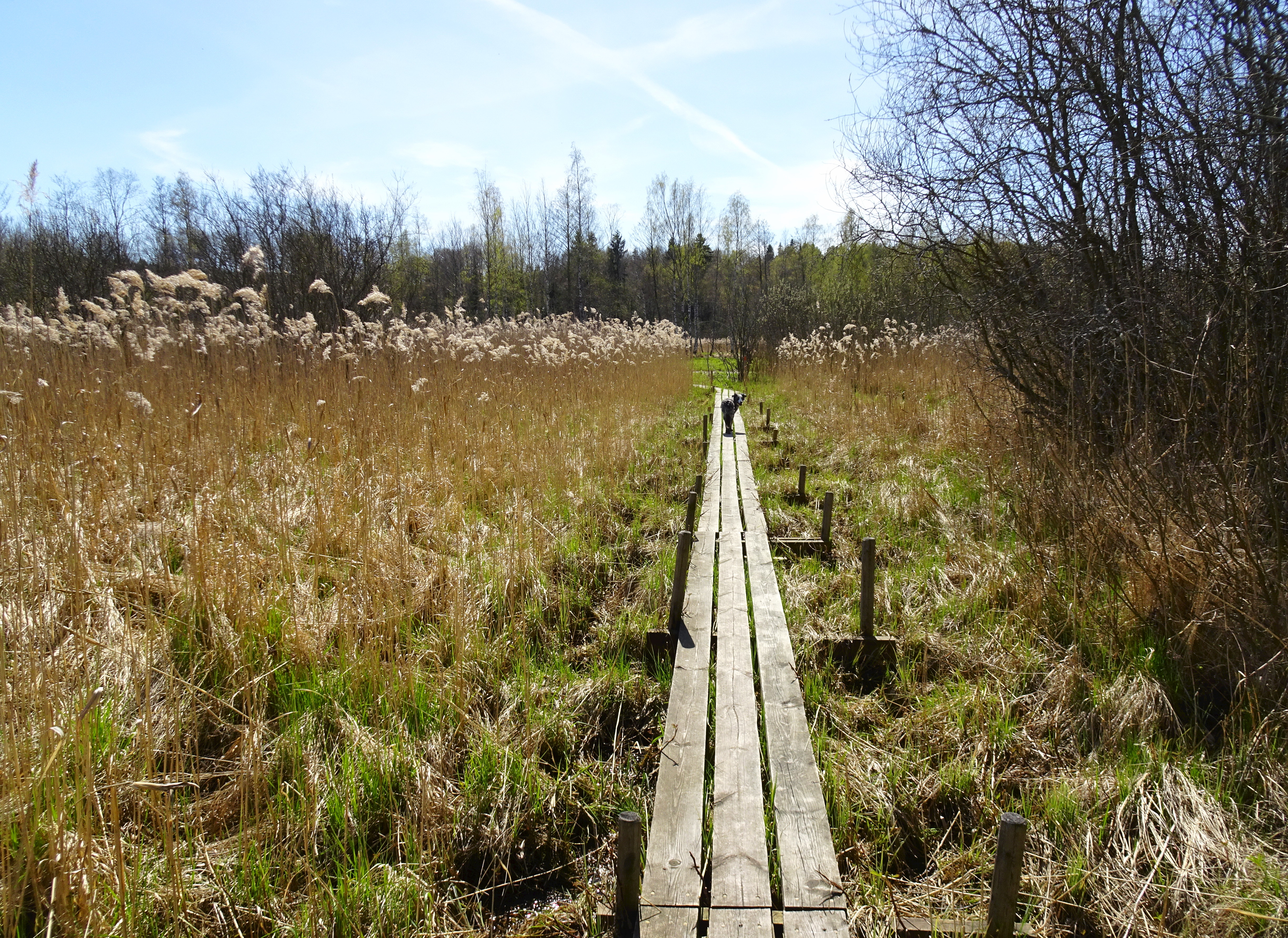
Promenadstigen runt Lissmasjön.
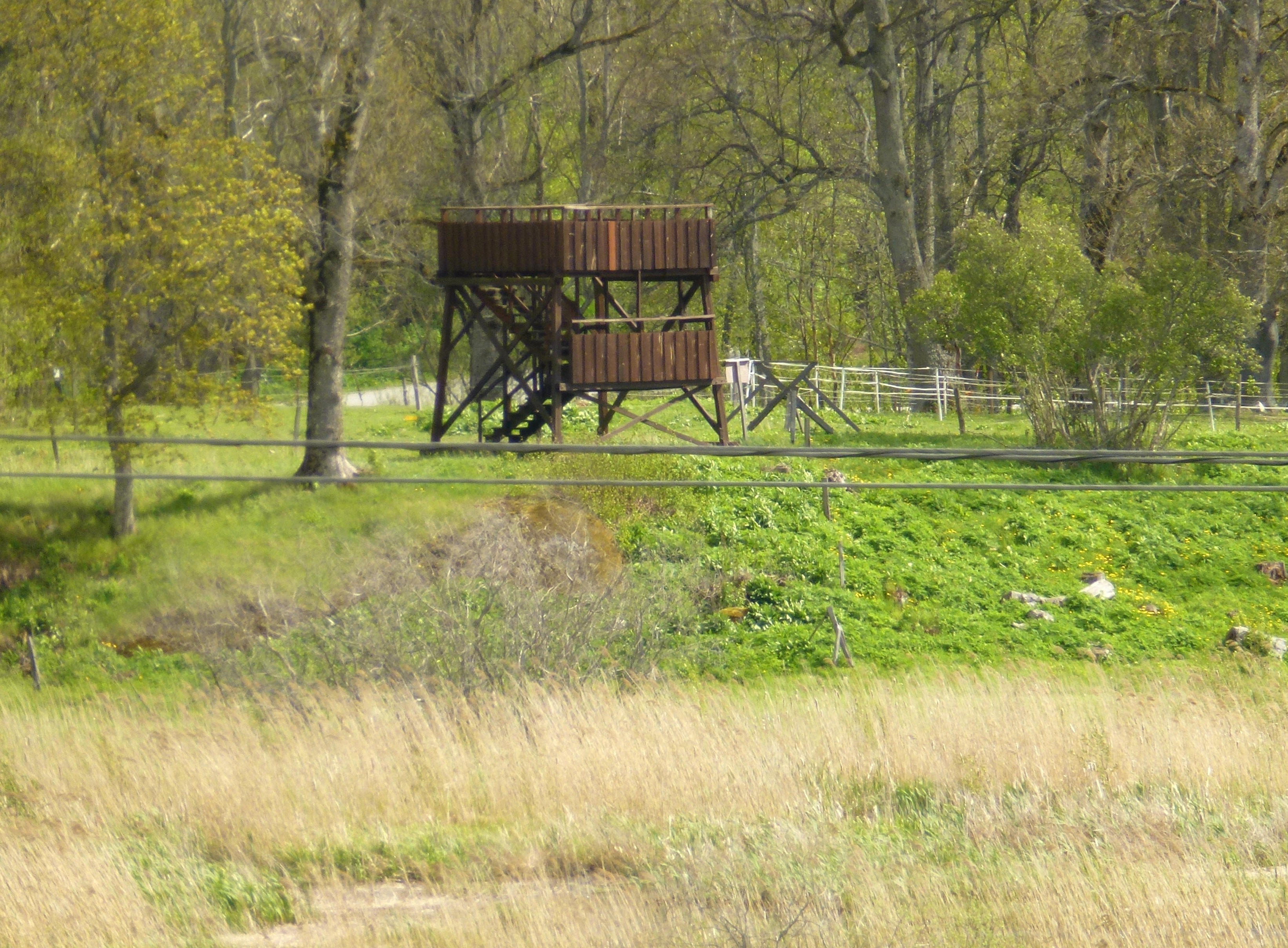
Fågeltornet

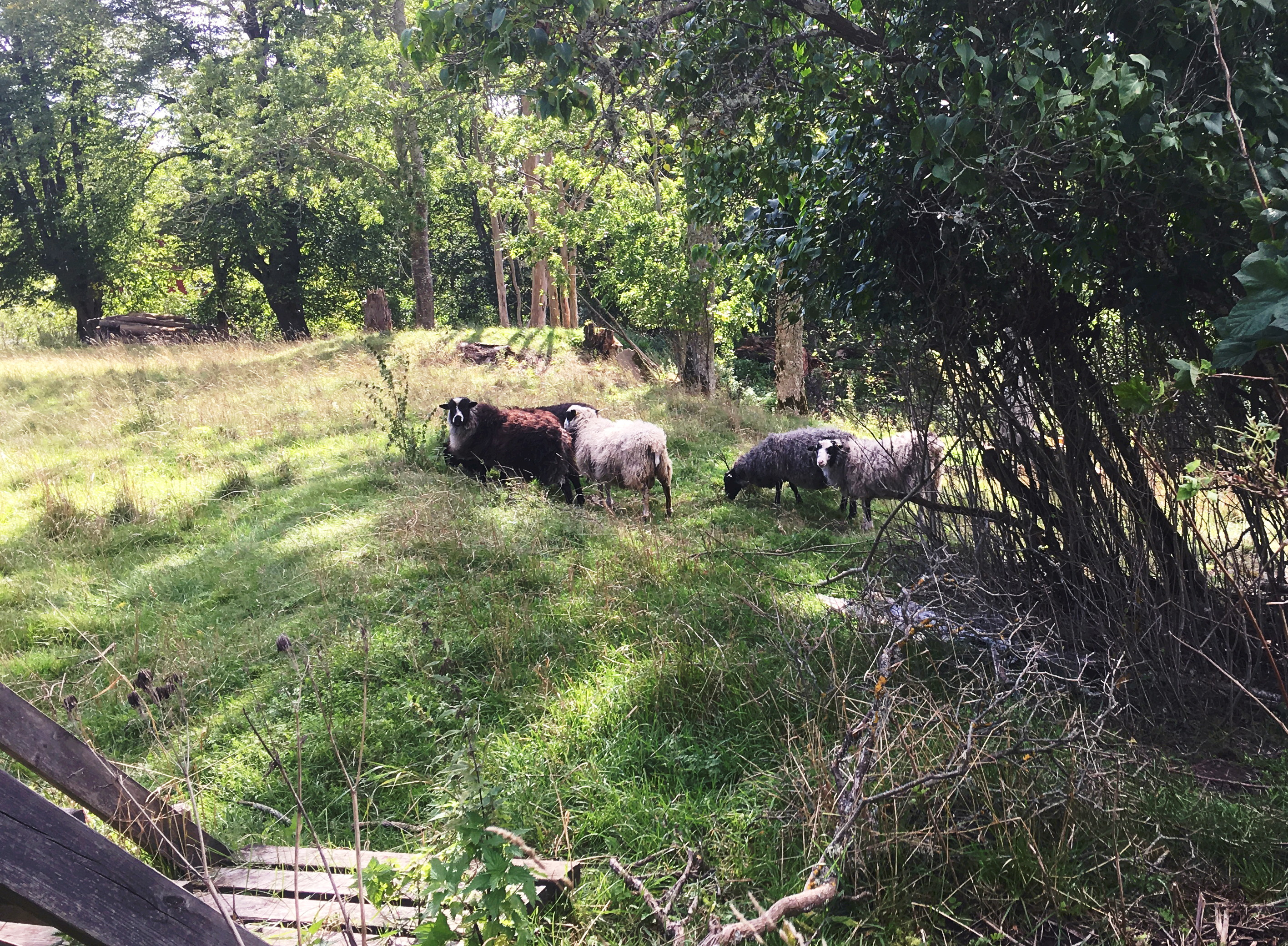
Får vid Lissmasjön.
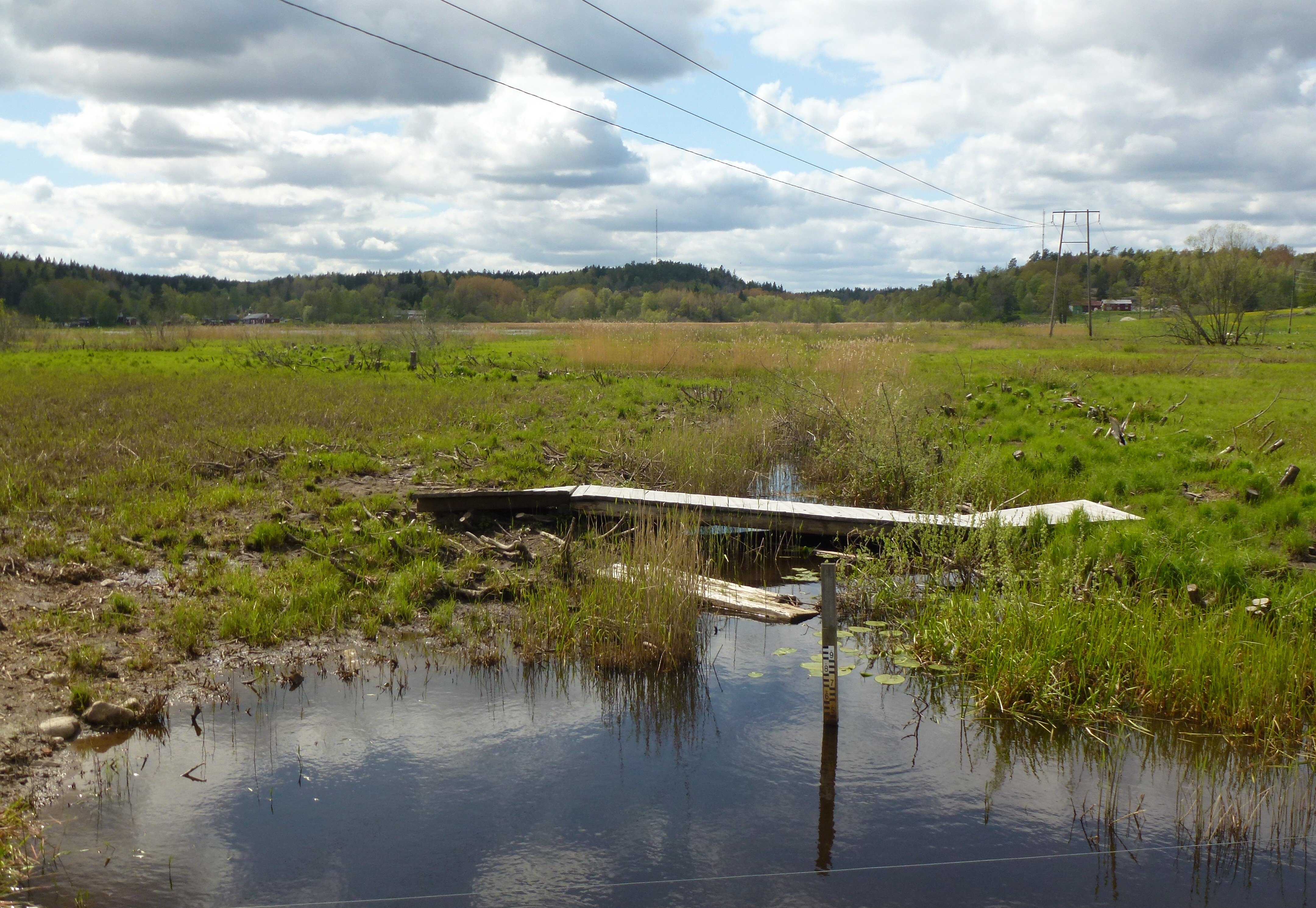
Lissmaån, vy mot Lissmasjön.
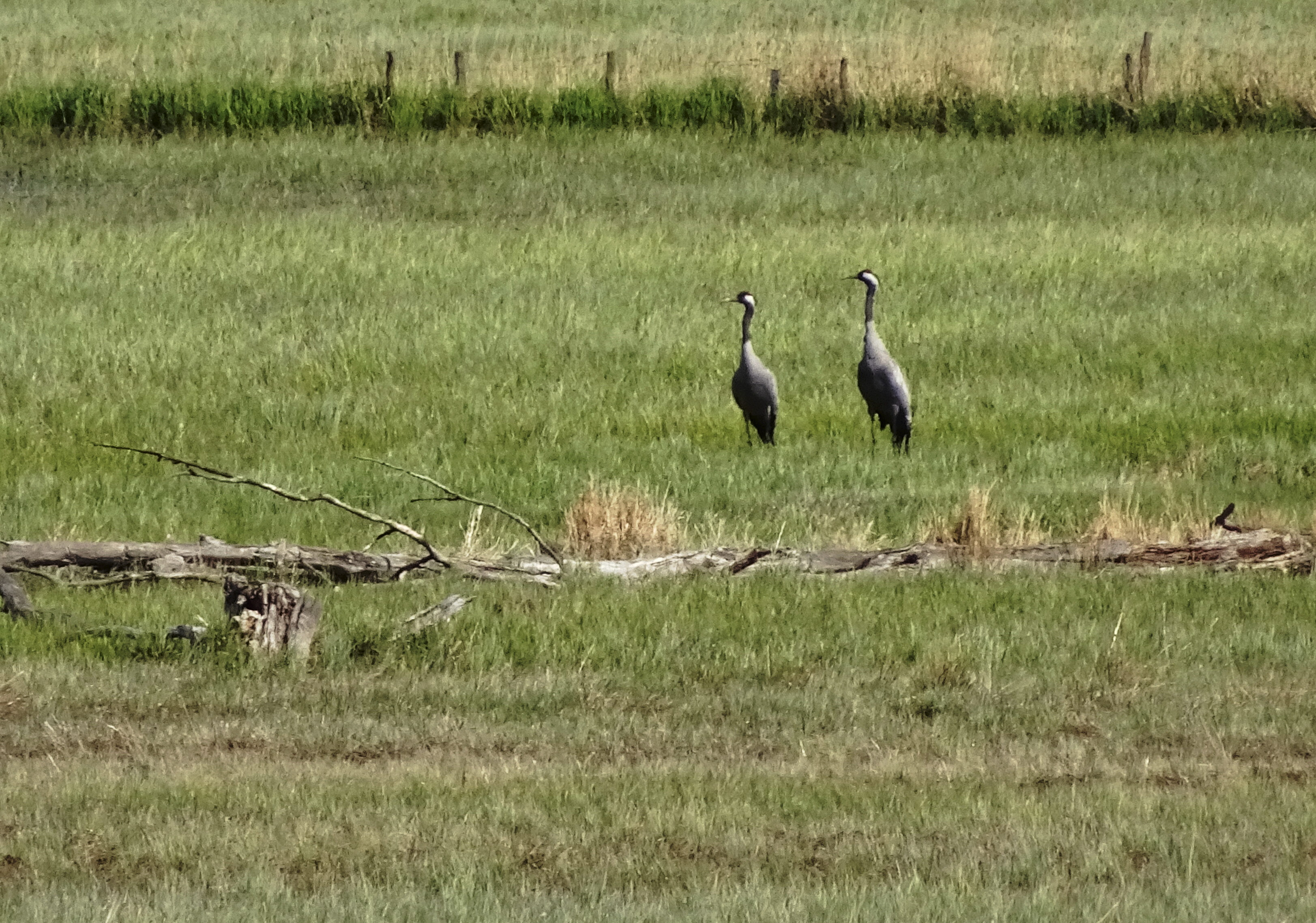
Tranor i Lissmadalen.